# Koekoekspolder
De Koekoekspolder is het laagste gedeelte van de Mastenbroekerpolder, dat tegelijk is ingepolderd met de Mastenbroekerpolder. Dit vlak van de Mastenbroekerpolder werd halverwege de 17e eeuw uitgegeven voor vervening. Gedurende de komende 2 eeuwen werd er veen ontgonnen. Halverwege de 19e eeuw was het water reeds uitgeveend, waarna het in 1909 weer werd ingepolderd. Na de Tweede Wereldoorlog werd dit gebied aangewezen voor de tuinbouw. Sindsdien nemen de kassen ca. 600 ha in beslag. De Koekoekspolder is een van grootste tuinbouwgebieden in Nederland. In oktober 2008 is echter besloten door het Rijk en de Provincie dat uitbreiding van het tuinbouwgebied tot in de Mastenbroekerpolder geen optie is. Op zijn hoogst werd er enig heil gezien in een tweekernig tuinbouwgebied, waarvan één kern in de Koekoekspolder ligt, en één bij Luttelgeest. Tegenstanders werpen tegen dat door dit besluit jarenlange investeringen (sinds 1990) nutteloos zijn geweest.